# Swatting
Der Begriff Swatting (abgeleitet von Englisch SWAT) beschreibt eine strafbare Mobbingtechnik, bei der eine Gefahrensituation vorgetäuscht wird, um Polizeieinsätze bei dem Opfer des Mobbing zu provozieren. Der Name leitet sich von der Abkürzung SWAT der amerikanischen Spezialeinheit Special Weapons and Tactics ab.

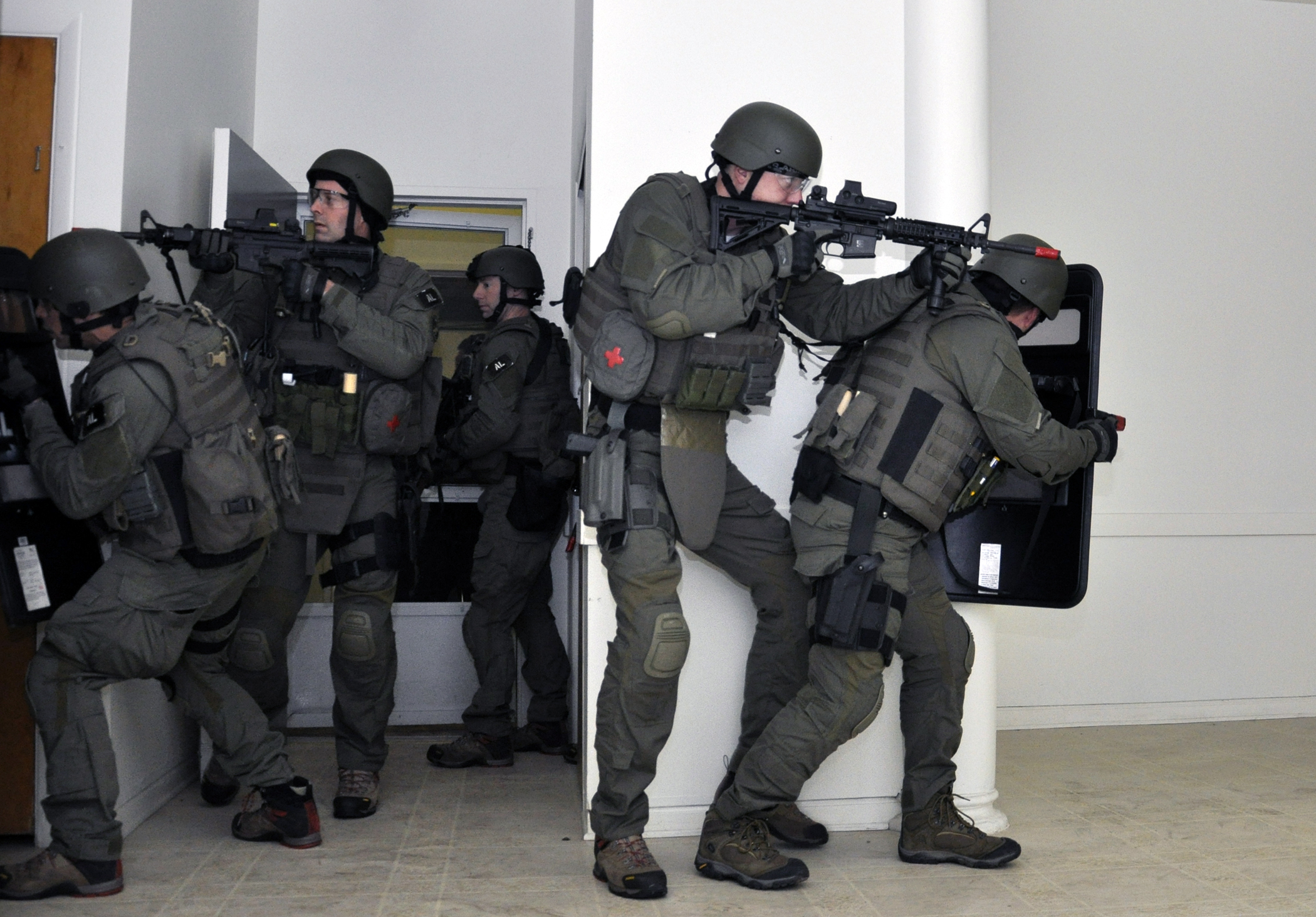
FBI-SWAT-Einheit während eines Trainings zur Stürmung von Wohnungen.

## Betroffene
Durch diese Mobbingtechnik können nach Deutschlandfunk Privatpersonen, Politiker, Unternehmen, Vereine oder Schulen betroffen sein, wovon betroffene Personen eine Traumatisierung erleiden können.

### Prominente Opfer (Auswahl)
Am 3. Oktober 2012 verursachte ein zwölfjähriger Junge einen Polizeieinsatz, als er einen Notruf aus dem Anwesen von Schauspieler Ashton Kutcher fälschte. Die eintreffenden Polizisten trafen lediglich Handwerker an. Der Täter, der noch andere Notrufe absetzte und damit unter anderem Justin Bieber und eine Bank traf, verursachte Kosten in Höhe von einer halben Million US-Dollar.
Am 3. April 2013 wurde die Polizei in Los Angeles zum Haus von P. Diddy gerufen, ein Anrufer meldete einen erschossenen Mann. Beim Eintreffen der Polizei war das Haus jedoch verlassen.
Am 17. Januar 2013 meldete ein unbekannter Anrufer einen bewaffneten Eindringling auf dem Anwesen von Tom Cruise. Nach Schätzung der Polizeistation in Beverly Hills waren an diesem Tag mehr als die Hälfte ihrer Ressourcen an diesen Einsatz gebunden.
2013 wurden außerdem Paris Hilton, Ryan Seacrest, Rihanna, Justin Timberlake, Khloé Kardashian sowie Selena Gomez Opfer von Swatting.

## Tödliche Fälle von Swatting

### Vater des Journalisten Pierre Haski
Über mehrere Jahre verübte der französische Hacker, Gregory Chelli (auch אולקן', Ulcan), ein Mitglied der militanten Gruppierung Jüdischen Verteidigungsliga, Swatting-Attacken gegen politische Gegner. Betroffen waren unter anderem die französische Politikerin Martine Aubry, sowie zahlreiche Journalisten, darunter der Journalist Pierre Haski. Bei dem von Chelli auf Haski verübten Swatting-Angriff starb der Vater des Journalisten an einem Herzinfarkt. Am 11. Januar 2022 wurde Chelli von einem Pariser Strafgericht zu einer zweieinhalbjährigen Gefängnisstrafe verurteilt. Am 1. Februar 2023 erfolgte eine erneute Verurteilung zu einer zweijährigen Gefängnisstrafe. Chelli lebt jedoch seit dem Jahr 2013 in Israel, das kein Auslieferungsabkommen mit Frankreich hat, sodass der in Frankreich im Jahr 2019 erlassene Haftbefehl nicht vollstreckt werden konnte.

### Andrew Thomas Finch
Am 28. Dezember 2017 verübte Tyler Barriss (auch SWAuTistic) nach einem Streit unter Computerspielern eine Swatting-Attacke, nachdem er von einem der Kontrahenten beauftragt worden war, den Widersacher zu swatten. Der Widersacher hatte jedoch dem Auftraggeber eine falsche Adresse genannt, sodass der Polizeieinsatz einen weiteren unbeteiligten Haushalt betraf. Die Polizei in Wichita, Kansas wurde über eine vermeintliche Geiselnahme durch einen bewaffneten Täter informiert, der bereits eine Person getötet hätte. Als Polizisten an der genannten Adresse eintrafen, erschossen sie einen unbeteiligten 28-Jährigen, Andrew Thomas Finch, Vater zweier Kinder. Der Haupttäter hatte bereits zahlreiche weitere Swatting-Attacken verübt und wurde im Rahmen eines Deals zu einer Gefängnisstrafe von 20 Jahren verurteilt.

## Rechtliche Einordnung
Das Swatting ist in Deutschland als Missbrauch von Notrufen und Beeinträchtigung von Unfallverhütungs- und Nothilfemitteln gemäß § 145 StGB und auch in den meisten anderen Ländern strafbar. In Deutschland ist zudem das Vergehen des Vortäuschens einer Straftat zu prüfen. Des Weiteren können Schmerzensgeld wegen unerlaubter Handlung sowie Polizeikosten erhoben werden.

## Verurteilungen
Am 26. Juni 2009 wurde ein damals 19-Jähriger in den Vereinigten Staaten zu einer Haftstrafe von 11 Jahren und 4 Monaten verurteilt, nachdem er zugegeben hatte, im Juni 2006 erstmals den grundlosen Einsatz einer Spezialeinheit ausgelöst zu haben. Bei der Bemessung des Strafmaßes kam jedoch erschwerend hinzu, dass er zusammen mit anderen einen ermittelnden Sicherheitsmitarbeiter des Telekommunikationskonzerns Verizon Communications bedroht hatte.
Im Jahr 2017 verurteilte das Landgericht Nürnberg-Fürth einen geständigen Mann zu einer Gesamtfreiheitsstrafe von drei Jahren und fünf Monaten unter anderem wegen des Missbrauchs von Notrufen. 2015 rief der Täter bei der Feuerwehr von Emskirchen mit der Angabe an, dass auf dem Grundstück eines unter dem Namen Drachenlord bekannten YouTubers ein Großbrand ausgebrochen sei. Die Tat wird als der erste bekannte Fall von Swatting in Deutschland angesehen.
Im Jahr 2018 verurteilte ein Bezirksgericht im US-Bundesstaat Georgia den amerikanisch-israelischen Doppelstaatler Michael Ron David Kadar nach ca. 2000 Swatting-Attacken und Bombendrohungen in mehreren Ländern zu einer Gefängnisstrafe von 17 Jahren, die aufgrund eines Gehirntumors und der Diagnose von Autismus und paranoiden Wahnvorstellungen auf zehn Jahre reduziert wurde. Im Jahr 2024 wurde Kadar vorzeitig aus der Haft entlassen und verließ die USA. Im Dezember 2024 wurde er jedoch in Norwegen erneut verhaftet, da in den USA weitere Klagen gegen ihn eingereicht worden waren. Um eine erneute Auslieferung in die USA zu verhindern, stellte Kadar ein Asylgesuch, welches jedoch abgelehnt wurde.
Im Frühjahr 2019 wurde der Anrufer, der den Polizeieinsatz mit tödlichem Ausgang im Dezember 2017 in Wichita verursachte, zu einer Freiheitsstrafe von 20 Jahren verurteilt. Der Anstifter wurde zu einer Gefängnisstrafe von 15 Monaten verurteilt, nachdem er sich schuldig bekannt hatte.

## Dokumentation
- Swatting: Die Polizei als Waffe – Wie Cyber-Kriminelle ihre Opfer quälen (RBB Fernsehen, 2024) in der ARD-Mediathek (27 Min.), abrufbar bis 14. Mai 2026
- Hessischer Rundfunk: Swatting: Straftat mit teuren Folgen | Die Ratgeber auf YouTube, 7. November 2022 (Laufzeit: 8:51 min).
- RTL West: "Swatting" in Essen – Falscher Anruf sorgt für Aufruhr | RTL WEST, 12.03.2024 auf YouTube, 12. März 2024 (Laufzeit: 2:30 min).
- Der Fall: Großeinsatz beim Drachenlord | Der Fall Rainer Winkler auf YouTube, 2. April 2024 (Laufzeit: 15:28 min).